# 科林·戴尔
科林·戴尔（英語：Colin Dale，1931年6月29日—），英国前男子曲棍球运动员。他曾代表英国国家队参加1956年夏季奥林匹克运动会曲棍球比赛，结果队伍获得第四名。